# Куценко Оксана Петрівна
Куценко Оксана Петрівна (нар. 9 грудня 1975, м. Чернігів) — українська письменниця, член Спілки письменників України, відома також за прізвищем Розумна.

## Життєпис

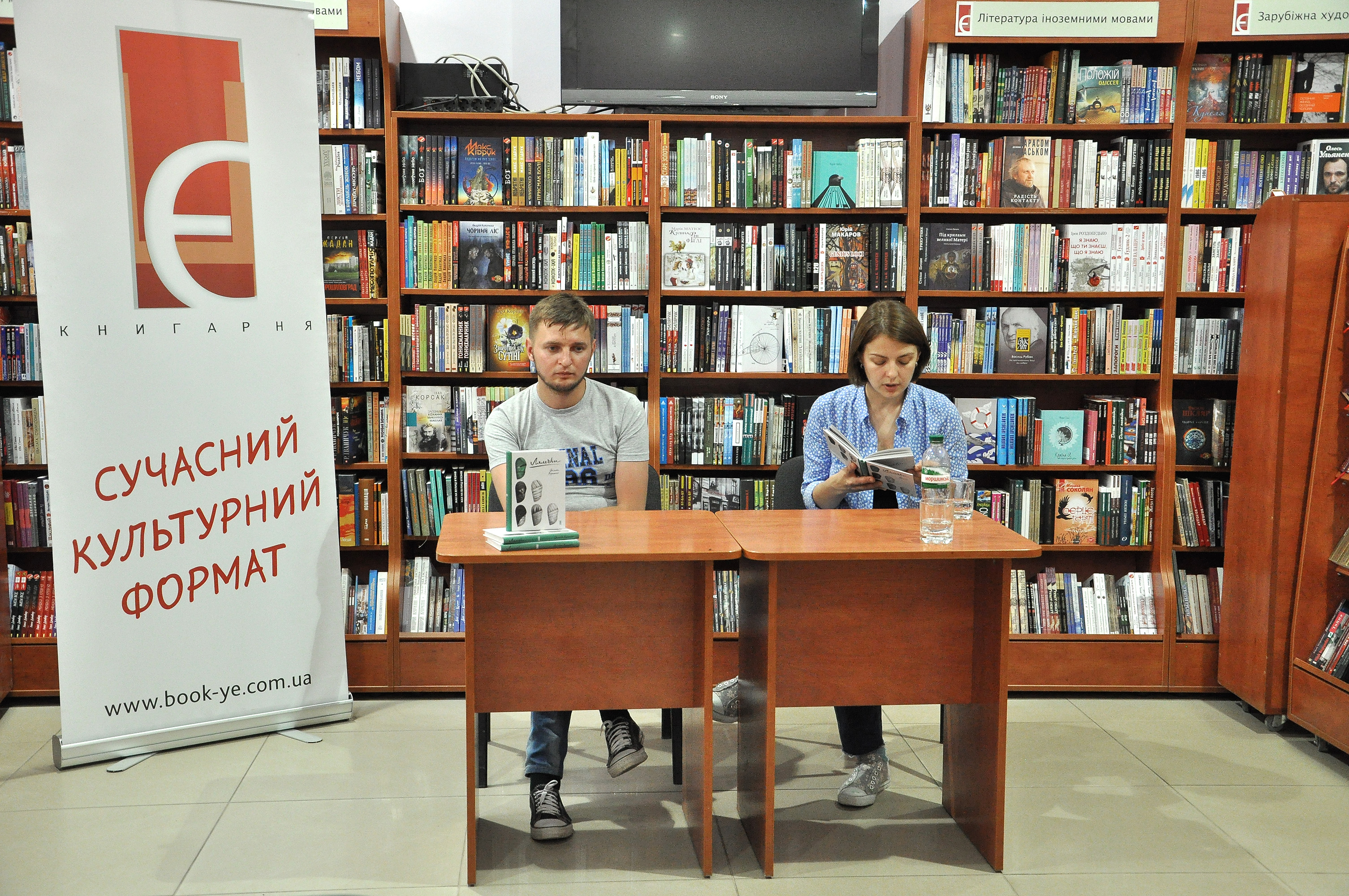
Презентація книжки Оксани Куценко «Лялечки» в книгарні «Є» в Тернополі (17.06.2016)

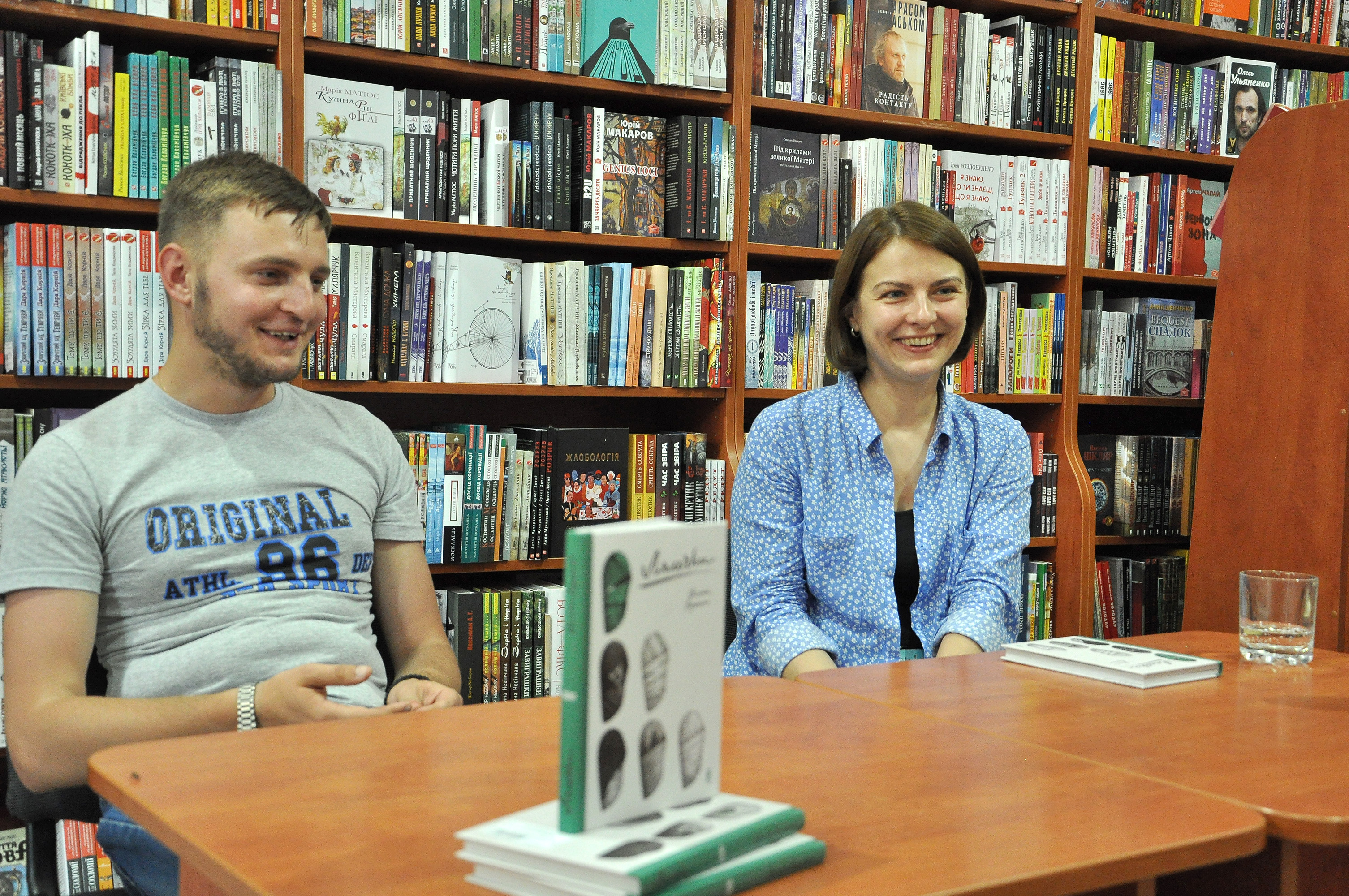
Презентація книжки Оксани Куценко «Лялечки» в книгарні «Є» в Тернополі

Народилася у Чернігові, проживає в Києві.
Закінчила Чернігівський державний педагогічний університет (спеціальність — історія та народознавство). Аспірантка кафедри філософії Національного університету біоресурсів і природокористування України.

## Творчість
- «У зимах бажань» (1996).
- «Балетна школа» (2007),
- «Печені яблука» (2015, книга-оповідання для дітей)
- «Лялечки»[4] (2016, поезія)
- «Аврора та інші принцеси»[5] (2019, казки для дітей)

Переклала книгу поезій сенегальського поета Леопольда Седара Сенгора «Співи з нетрів» (з французької).
Авторка проекту «Я на тебе чекатиму під каїсе-дра», в рамках якого твори поетів з різних країн Африки перекладено українською.

## Рецензії
- Т. Крисюк «Аврора та інші принцеси»: казки про любов, відданість і щастя [Архівовано 29 вересня 2020 у Wayback Machine.] («Видавництво Старого Лева», 27.08.2019)

- Оксана Розумна. Мовою свідчень. Буквоїд.30.12.2015 Рецензія на книгу  Н. Мусієнко.  Мистецтво Майдану  і одноіменного  арт-проєкту.

## Нагороди
- Лауреат Республіканського радіоконкурсу «Мистецький узвіз»,
- лауреат Всеукраїнського літературного конкурсу видавництва «Смолоскип».